# リネゾリド
リネゾリド（INN：linezolid）は、抗菌薬の1種である。分子構造にオキサゾリジノン骨格を持つため、オキサゾリジノン系合成抗菌薬に分類される。注射以外に経口投与でも使用可能である。商品名、ザイボックス。VREやMRSA感染症を適応とする。

## 概要
リネゾリドはグラム陽性菌に対して有効な抗菌薬である。バンコマイシンに対する薬剤耐性を獲得したバンコマイシン耐性腸球菌（Vancomycin-resistant Enterococci, VRE）およびバンコマイシン耐性黄色ブドウ球菌（Vancomycin-resistant Staphylococcus aureus, VRSA）に有効な新たな抗菌薬として、リネゾリドは開発された。オキサゾリジノン系合成抗菌薬に分類され、日本では約20年ぶり、欧米では35年ぶりの新しい系統の抗菌薬として登場した。
ただし、新たな抗菌薬を開発すれば、その耐性菌が必ず出現してきた歴史が有り、リネゾリドの場合も耐性菌の発現が予想されたため、当初から安易な使用を避け、適正使用するよう呼びかけられていた。しかし、2008年にスペインのICUで、リネゾリド耐性MRSAのアウトブレイクが発生した事が報告された、そして、日本でもリネゾリド耐性を有するメチシリン耐性黄色ブドウ球菌の出現が数多く報告されている。

## 作用機序
リネゾリドは、細菌のリボソームの50Sサブユニットに結合する事により、リボソームが70S開始複合体を形成する事を阻害する。これによって、細菌がタンパク質の合成を開始できないようにして、細菌の増殖を抑制する。なお、ヒトなどの真核生物が持つリボソームは、細菌のような原核生物の持つリボソームとは異なるため、この機序の抗菌薬をヒトに対して使用できる。

## 適用
リネゾリドを含むオキサゾリジノン系合成抗菌薬は、従前に存在した抗菌薬との交叉耐性を示さない。一方で、グラム陰性菌に対しては充分な効果が望めない。リネゾリドは従前に存在した抗菌薬に耐性のグラム陽性菌の菌株を含む、下記の菌種などグラム陽性菌に対して、比較的低いMICを示す。
- レンサ球菌属（Streptococcus）- グラム陽性の通性嫌気性の球菌である。
- 腸球菌（Enterococcus属のE. faecalis、E. faecium）- グラム陽性の球菌である。
- ブドウ球菌属（Staphylococcus）- グラム陽性の通性嫌気性の球菌である。
- ペプトストレプトコッカス属（Peptostreptococcus）- グラム陽性の嫌気性の球菌である。
- コリネバクテリウム属（Corynebacterium）- グラム陽性の好気性または通性嫌気性の桿菌である。

根拠に基づく医療の観点からは、リネゾリドはVREによる肺炎、菌血症、腹腔内感染症、髄膜炎に有意な効果を示した。一方で、VREによる感染性心内膜炎に対しては効果を証明できていない。MRSAに対しては、バンコマイシンと同等の効果を得られる事が、3つのランダム化比較試験で証明された。なお、VRSA感染症については、臨床試験を行うほどの患者数がいないため、効果を証明できていない。

## 副作用
副作用として2週間以上の使用で、血小板減少、白血球減少、貧血など可逆性の骨髄抑制が 3パーセントの投与者に生じる。

## 相互作用
リネゾリドはMAOの阻害作用も有するため、チラミンを含有する食品を同時に摂取すると、チラミンの影響が強く出る。

## 歴史
アメリカ合衆国では2000年4月に VRE感染症や院内肺炎などを適応とした治療薬として承認された。しかし、その約1年後には、リネゾリドに対する耐性菌の登場が報告された。リネゾリドに対する耐性獲得のメカニズムとしては、23S rRNAのG2576U変異が原因の1つだと判明した。
日本では、2001年4月に、バンコマイシン耐性腸球菌を適応として承認された。その後、2006年4月20日付でリネゾリド製剤について、メチシリン耐性黄色ブドウ球菌感染症の効能・効果の追加が承認された。